# Четверта війна
Четверта війна (англ. The Fourth War) — американо-канадський трилер 1990 року.

## Сюжет
1988 рік. Кордон між ФРН та Чехословаччиною. На Сході ще тільки починаються зміни. Нейтральною смугою розділені два контингенти військ — радянські в Чехословаччині та американські з німецького боку. По різні сторони кордону опиняються два командири: полковник американської армії, ветеран В'єтнаму, Джек Ноулс і полковник Валачев, за плечима якого Афганістан. Багато років вони дивилися один на одного через приціл, а тепер зустрілися, щоб у двобої один на один запобігти можливо, третій світовій війні.

## У ролях
| Актор                 | Роль                         |
| --------------------- | ---------------------------- |
| Рой Шайдер            | полковник Джек Ноулз         |
| Юрген Прохнов         | полковник Валачев            |
| Тім Рейд              | підполковник Кларк           |
| Лара Гарріс           | Єлена                        |
| Гаррі Дін Стентон     | генерал Гокворт              |
| Дейл Дай              | старший сержант              |
| Вільям Макдональд     | капрал                       |
| Девід Палффі          | незграбний солдат            |
| Ніл Гран              | гостроносий солдат           |
| Ерні Джексон          | водій Ноулза                 |
| Рон Кемпбелл          | молодий американський солдат |
| Джон Доддс            | перебіжчик                   |
| Річард Дарвен         | молодий солдат               |
| Гарольд Хехт молодший | Дуейн                        |
| Аліса Песта           | Ханнелор                     |
| Грегорі А. Гейл       | капрал зв'язок               |
| Генрі Коуп            | мер                          |
| Гай Буллер            | чеський вартовий             |
| Гаррі Галинські       | радянський рядовий 1         |
| Ед Soibelman          | радянський рядовий 2         |
| Гері Співак           | радянський рядовий 3         |
| Юхим Korduner         | радянський майор 1           |
| Брент Вулсі           | радянський майор 2           |
| Кент Макнейл          | американський рядовий 1      |
| Брайан Воррен         | військова поліція            |
| Роман Подхора         | чеський вартовий 1           |
| Джозеф Врба           | чеський вартовий 2           |
| Джордж Шолль          | шинкар                       |
| Гордон Сігнер         | баварський фермер            |
| Ліло Бар              | дружина шинкаря              |
| Клаус Дідріх          | капітан прикордонної поліції |
| Кайл Машмейер         | сільський житель 1           |
| Курт Дармохрай        | сільський житель 2           |
| Ігор Берстин          | чеський вартовий на вежі     |
| Матус Гінзберг        | ляльковод                    |
| Борис Новогрудскі     | ад'ютант Валачева            |
| Том Келлі             | спортивний диктор            |
| Ларрі Леверті         | ад'ютант Гокворта            |